# Krigsåret 1980

## Pågående krig
- Afghansk-sovjetiska kriget (1979-1989)
  - Sovjet och Afghanistan på ena sidan
  - Afghanska mujahedin (med stöd från USA, Pakistan och flera arabländer) på den andra sidan

- Inbördeskriget i El Salvador (1979-1992)[1]

- Iran–Irak-kriget (1980-1988)[1]
  - Iran på ena sidan
  - Irak på andra sidan

## Händelser

### Februari
- 4 februari – Sverige släpper för första gången in flickor i värnpliktigas inskrivningslokaler, då 80 flickor i åldern 18-24 år påbörjar intagningsprov vid Östra värnpliktskontoret i Solna.[2]
- 22 februari – Demonstrationer hålls i Kabul mot den sovjetiska militära närvaron i Afghanistan.[2]

### Mars
- Mars – Blodigt inbördeskrig uppges rasa i Tchad, enligt rapporter med tusentals dödsoffer.[2]
- 14 mars – Värnpliktsriksdagen i Örebro beslutar att under 1981 inrätta ett nationellt fackligt värnpliktsförbund i Sverige.[2]

### April
- 8 april – Efter omfattande gränsstrider mellan Iran och Irak rapporteras de två krigförande staterna ha försatt sina arméer i full stridsberedskap.[2]
- 9 april
  - Ett hundratal av Israels soldater rycker in Libanon efter en palestinsk terroristattack mot kibbutzen Misdag Am i Gallileen två dagar tidigare.[2]
  - 40-årsminnet  av Operation Weserübung uppmärksammas.[2]

### Juni
- 6 juni – En militär datoranläggning lämnar information om att Sovjetunionen inlett ett kärnvapenanfall mot USA. Först efter tre minuter står det klart att det handlar om falskt alarm.[2]
- 12 juni – SIPRI:s chef Frank Banaby meddelar att de försämrade relationerna mellan USA och Sovjetunionen ökat risken för kärnvapenkrig.[2]
- 16 juni – Från Guatemala meddelas att 135 människor under en vecka dödats i diverse våldsdåd.[2]
- 22 juni – Sovjetunionen meddelar att trupper som inte för tillfället är nödvändiga skall kallas hem igen från Afghanistan.[2]
- 23 juni – Vietnams styrkor tränger in på tre fronter längsmed thailändska gränsen.[2]
- 26 juni - Frankrikes president Valéry Giscard d'Estaing meddelar att Frankrike byggt neutronbomber, och provsprängt dem vid Mururoaatollen. beslutet togs 1976.[2]

### Juli
- 8 juli – Minst 300 personer i Libanon dödas vid de blodigaste striderna mellan kristna där sedan 1975-1977.[2]

### September
- 2 september – Libyen och Syrien enas om att bilda försvarsunion mot Israel.[2]
- 7 september – FN-konferensen om granskning av icke-spridningsavtalet avslutas i Genève.[2]
- 22 - Iran–Irak-kriget börjar genom att Irak angriper Iran eftersom Irak vill ta kontroll över Hormuzsundet.[2]

### November
- 18 november - Svenske politikern Olof Palme inleder en medlingsresa angående kriget mellan Irak och Iran.[2]

### December
- 10 december - Enligt Beredskapsnämnden för psykologiskt försvar tror bara en av fem svenskar att Sverige kan hålla sig undan nytt storkrig i Europa.[2]
- 26 december - I El Salvador trappas inbördeskriget upp då 1 500 gerilla drabbar samman med regeringsstyrkor, understödda av pansar och flyg.[2]
- 29 december - Japan höjer försvarsanslagen med 7,6 %, till totalt 50 miljarder SEK.[2]

## Avlidna
- 26 december - Karl Dönitz, 89, tidigare tysk amiral och marinchef.[2]

### Fotnoter
1. 1 2  ”Chronological List of All Wars”. Arkiverad från originalet den 9 oktober 2014. https://web.archive.org/web/20141009082543/http://www.correlatesofwar.org/COW2%20Data/WarData_NEW/WarList_NEW.pdf. Läst 29 juni 2011.
2. 1 2 3 4 5 6 7 8 9 10 11 12 13 14 15 16 17 18 19 20 21 22   Horisont 1980. Bertmarks